# FIM Fogo European Speedway Grand Prix 2011
Fim Fogo European Speedway Grand Prix 2011 är den första GP-deltävlingen i 2011 års Speedway Grand Prix. De kör i Polen på Alfred Smyck Stadoin i Leszno. Hemmaförare är Jaroslaw Hampel,Janusz Kolodziej & Wild Card föraren Damian Balinski.

## Förare
1. Tomasz Gollob Polen
2. Jaroslaw Hampel Polen
3. Jason Crump Australien
4. Rune Holta Polen/Norge
5. Greg Hancock USA
6. Chris Harris Storbritannien
7. Kenneth Bjerre Danmark
8. Chris Holder Australien
9. Andreas Jonsson Sverige
10. Nicki Pedersen Danmark
11. Fredrik Lindgren Sverige
12. Emil Sayfutdinov Ryssland
13. Artem Laguta Ryssland
14. Antonio Lindbäck Sverige
15. Janusz Kolodziej Polen
16. Wild Card Damian Balinski
17. Banreserv Patryk Dudek
18. Banreserv Maciej Janowski